# Tonnoy
Tonnoy és un municipi francès situat al departament de Meurthe i Mosel·la i a la regió del Gran Est. L'any 2007 tenia 728 habitants.

## Demografia

### Població
El 2007 la població de fet de Tonnoy era de 728 persones. Hi havia 264 famílies, de les quals 56 eren unipersonals (28 homes vivint sols i 28 dones vivint soles), 84 parelles sense fills, 112 parelles amb fills i 12 famílies monoparentals amb fills.
La població ha evolucionat segons el següent gràfic:
Habitants censats

### Habitatges
El 2007 hi havia 288 habitatges, 272 eren l'habitatge principal de la família, 7 eren segones residències i 9 estaven desocupats. 269 eren cases i 19 eren apartaments. Dels 272 habitatges principals, 229 estaven ocupats pels seus propietaris, 32 estaven llogats i ocupats pels llogaters i 11 estaven cedits a títol gratuït; 1 tenia una cambra, 9 en tenien dues, 25 en tenien tres, 73 en tenien quatre i 164 en tenien cinc o més. 221 habitatges disposaven pel capbaix d'una plaça de pàrquing. A 103 habitatges hi havia un automòbil i a 148 n'hi havia dos o més.

### Piràmide de població
La piràmide de població per edats i sexe el 2009 era:
| Homes | Edats   | Dones |
| ----- | ------- | ----- |
| 0     | 95 o +  | 0     |
| 0     | 90 a 94 | 0     |
| 4     | 85 a 89 | 4     |
| 4     | 80 a 84 | 4     |
| 12    | 75 a 79 | 8     |
| 8     | 70 a 74 | 4     |
| 12    | 65 a 69 | 24    |
| 8     | 60 a 64 | 4     |
| 12    | 55 a 59 | 4     |
| 32    | 50 a 54 | 28    |
| 20    | 45 a 49 | 52    |
| 32    | 40 a 44 | 24    |
| 24    | 35 a 39 | 8     |
| 16    | 30 a 34 | 28    |
| 24    | 25 a 29 | 16    |
| 12    | 20 a 24 | 4     |
| 36    | 15 a 19 | 12    |
| 20    | 10 a 14 | 16    |
| 48    | 5 a 9   | 12    |
| 16    | 0 a 4   | 24    |

## Economia
El 2007 la població en edat de treballar era de 475 persones, 356 eren actives i 119 eren inactives. De les 356 persones actives 341 estaven ocupades (177 homes i 164 dones) i 15 estaven aturades (4 homes i 11 dones). De les 119 persones inactives 37 estaven jubilades, 46 estaven estudiant i 36 estaven classificades com a «altres inactius».

### Ingressos
El 2009 a Tonnoy hi havia 270 unitats fiscals que integraven 722,5 persones, la mediana anual d'ingressos fiscals per persona era de 22.100 €.

### Activitats econòmiques
Dels 18 establiments que hi havia el 2007, 1 era d'una empresa de fabricació de material elèctric, 1 d'una empresa de fabricació d'altres productes industrials, 3 d'empreses de construcció, 4 d'empreses de comerç i reparació d'automòbils, 1 d'una empresa de transport, 1 d'una empresa d'hostatgeria i restauració, 4 d'empreses de serveis i 3 d'entitats de l'administració pública.
Dels 3 establiments de servei als particulars que hi havia el 2009, 1 era un paleta, 1 guixaire pintor i 1 restaurant.
L'any 2000 a Tonnoy hi havia 9 explotacions agrícoles que ocupaven un total de 725 hectàrees.

## Equipaments sanitaris i escolars
El 2009 hi havia una escola elemental integrada dins d'un grup escolar amb les comunes properes formant una escola dispersa.

## Poblacions més properes
El següent diagrama mostra les poblacions més properes.